# Medicinmannen (film)
Medicinmannen (Medicine Man) är en amerikansk film från 1992 med Sean Connery i huvudrollen.

## Om filmen
Medicinmannen är regisserad av John McTiernan.

## Rollista (urval)
- Sean Connery - Dr. Robert Campbell
- Lorraine Bracco - Dr. Rae Crane
- José Wilker - Dr. Miguel Ornega